# Martin Porkay
Porkay Martin (sz.: Pikler Márton Murányalja, Magyar Királyság, ma: Szlovákia, 1890. március 4. – 1967. április 8., Feldafing, Németország) magyar műértő szakember volt.
Pikler Károly fakereskedő fia volt, anyja Böhm Katalin, felesége pedig Haas Clementine volt. Fő érdeklődése Rembrandt munkáira irányult. Szépművészeti tanulmányai megszakítása után, Rembrandt átfestett illetve elveszettnek hitt festményeinek felfedezésével hívta fel magára a figyelmet.
1918-tól 1923-ig, az infláció  időszakáig saját galériája volt Budapesten. Itt fedezte fel Jordaens Jacob „Bűnbeesés” című átfestett képét. Ennek következtében a festményt von Krausz Simon, Bankáros, a Budapesti Szépművészeti Múzeumnak ajándékozta, ahol a mai napig egy teremben Rubens festményeivel együtt megtekinthető.
Példa Porkay Martin, „Rembrandt, más emberek és én” című könyvéből.: 1937-ben megvásárolta Mellon, volt amerikai kincstárnok, az olasz festő Masaccio egyik Madonna festményét 395 000 amerikai dollárért. Ennek a festménynek, amelyiket Mellon későbbiekben a Washington-i National Gallery of Art múzeumra hagyott, senki nem vonta kétségbe az eredetét. Porkay viszont leleplezte és kimutatta, hogy ezt a festményt az 1920-as években egy restauráló műhelynek álcázott hamisító műhelyben készítették.
1956-ban a „Die Zeit” német heti lap úgy fogalmazott, hogy Porkay véleményével sok más szépművészeti szakértő évek óta egyetértett. A „Der Spiegel” német heti lap Porkayhoz fűződő nekrológjában arra utalt, hogy Porkay néha pontosabb vizsgálat nélkül elhamarkodva ítélkezett.
Josef von Sternberg utolsó némafilmjében („The Case of Lena Smith”, 1929.) rendező  asszisztensként közreműködött.

## A megkorbácsolt Rembrandt önarckép

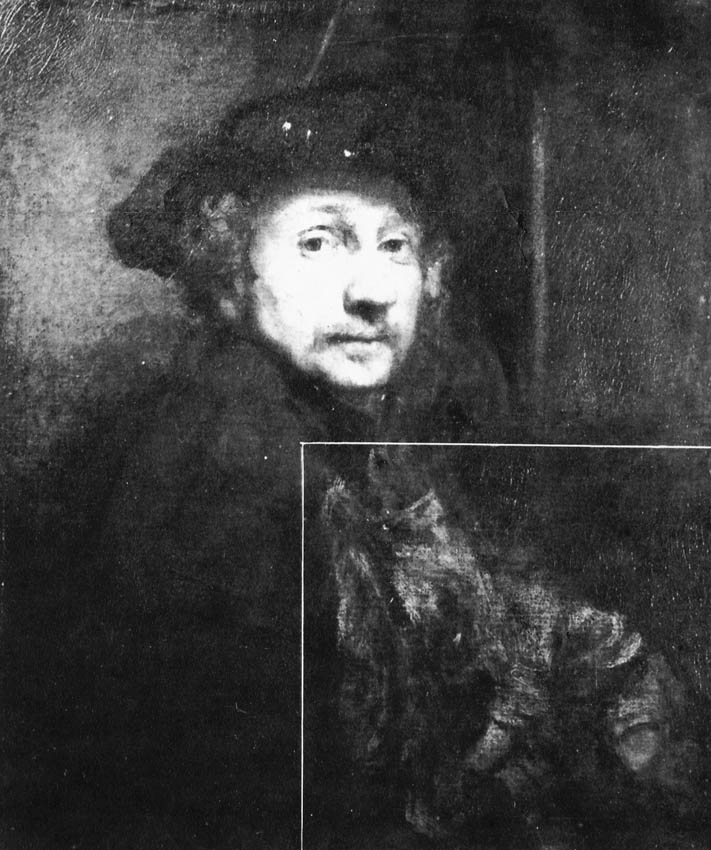
Fake self-portrait of Rembrandt

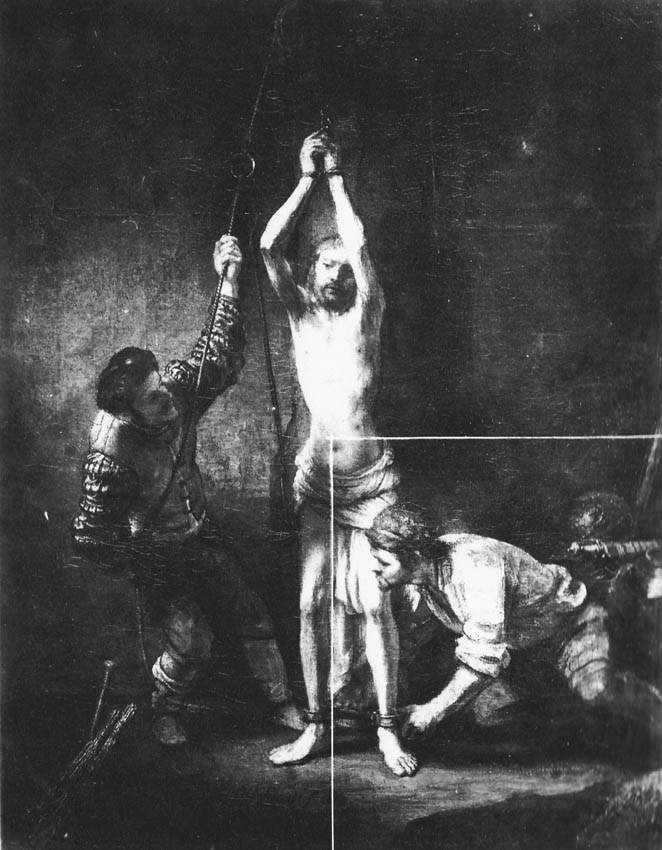
The Flagellation of Christ

Porkay Martin fedezte fel az egyik legnagyobb feltűnés keltő Rembrandt hamisítványt. Emil Georg Bührle egy ismert svájci műtárgy-gyűjtő bemutatott Porkaynak egy Rembrandt önarcképet 1658-ból, amelyik egy angol gyűjteményből származott és közel egy millió svájci frankért Bührle megvásárolta. Porkay hamisítvány jeleire bukkant, neves szakértők viszont eredeti Rembrandtnak tekintették. A tulajdonos megnehezítette a szükséges felülvizsgálatot. Porkay viszont megállapította, hogy a festmény alsó jobb oldalán látható, eddig egy színes festékfolttal elkent műhelyköténynek hitt ábra, valójában egy rembrandti korbácsolási műalkotásból származó guggoló hóhérfigurát ábrázol. Tehát kettő kép volt a vásznon. Ezzel szemben a tulajdonos azt állította, hogy kettő eredeti Rembrandt mű egymás felett látható, ám Porkay ezt is vitatta. Aprólékos munkával arra adott kézzel fogható bizonyítékokat, hogy a felső rétegen látható önarckép csak 1800 körül kelezhetett, méghozzá Joshua Reynolds angol művész köreiből. Végül is felfedezte, hogy a Krisztus megkorbácsolásban csak egy másolata van az eredeti „Krisztus Megkorbácsolása“ kópiának, amelyik eredetiben a darmstadti Landmúzeumban látható. A Katz galéria, amelyik annak idején a képet eladta, sikertelenül próbálta Porkay felfedezését megcáfolni. Porkay ezt a képet „Megkorbácsolt Rembrandt-kép” című könyvében nyilvánosságra hozta. Pár nappal a könyv megjelenése után a belgiumi múzeumok központi laboratóriumában, röntgen és színkémiai felülvizsgálat után megerősítették a kép nem eredeti származását.

## Felfedezett hamisítvány „Jan van Eyck” / Lord Rothermere Collection
Lord Rothermere magán képgyűjteményében, amelyiket 1938-ban a Budapesti Szépművészeti Múzeumnak kölcsönadományként küldtek, egy hamisítványra bukkant Porkay Martin. Ezt a hamisított Jan van Eyck képet azonnal eltávolították, és Lord Rothermere kérésére visszaküldték neki.